# Kanton Sozoranga
Der Kanton Sozoranga befindet sich in der Provinz Loja im äußersten Süden von Ecuador an der peruanischen Grenze. Er besitzt eine Fläche von 410,6 km². Im Jahr 2020 lag die Einwohnerzahl schätzungsweise bei 7100. Verwaltungssitz des Kantons ist die Ortschaft Sozoranga mit 923 Einwohnern (Stand 2010). Der Kanton Sozoranga wurde am 18. November 1975 gegründet und aus dem Kanton Calvas herausgelöst.

## Lage
Der Kanton Sozoranga befindet sich in den Anden südzentral in der Provinz Loja. Der Kanton hat eine Längsausdehnung in NNW-SSO-Richtung von 40 km. Er wird im Norden vom Río Catamayo sowie im Süden vom Río Calvas begrenzt. Im Nordwesten reicht der Kanton bis zum Unterlauf des Río Tangula. Die Fernstraße E69 von Cariamanga nach Macará führt durch den Kanton und an dessen Hauptort Sozoranga vorbei.
Der Kanton Sozoranga grenzt im Osten an den Calvas, im Süden an Peru, im Westen an den Kanton Macará, im Nordwesten an den Kanton Celica sowie im Norden an den Kanton Paltas.

## Verwaltungsgliederung
Der Kanton Sozoranga ist in die Parroquia urbana („städtisches Kirchspiel“)
- Sozoranga

und in die Parroquias rurales („ländliches Kirchspiel“)
- Nueva Fátima
- Tacamoros

gegliedert.